# Machimus virginicus
Machimus virginicus là một loài ruồi trong họ Asilidae. Machimus virginicus được Banks miêu tả năm 1920. Loài này phân bố ở vùng Tân Bắc giới.